# Arales
Arales é o nome botânico de uma ordem de plantas floríferas. O nome foi usado no sistema Cronquist (1981) para uma ordem pertencente à subclasse Arecidae, classe Liliopsida.
- ordem Arales:
familia Acoraceae
familia Araceae
familia Lemnaceae

O sistema APG II eleva a primeira destas famílias a sua própria ordem (acorales), com um único gênero (Acorus), e une  as duas últimas numa única família, Araceae, criando uma ordem denominada Alismatales.